# Fonts del dret de l'Espanya democràtica (1978-)
Les fonts del dret de l'Espanya democràctica iniciada històricament amb la Constitució del 1978 són l'ordenament jurídic espanyol actual. És a dir, totes les normes jurídiques que s'apliquen sobre el territori espanyol.
Les fonts de dret que afectan a l'àmbit de l'administració local d'Espanya són, seguint aquest ordre, la legislació europea, la legislació estatal, l'autonòmica i les ordenances locals.

## Principis de l'ordenament jurídic espanyol
El conjunt de normes de l'ordenament jurídic espanyol està unit seguint una sèrie de principis que determinen les interrelacions de les normes que el conformen:
- El principi d'unitat de l'ordenament: La primera norma que cal complir per part de la ciutadania i els poders públics és la Constitució.[5]
- El principi de legalitat: Estableix que tota actuació de l'Estat ha d'estar sotmesa a les normes.[5]
- El principi de seguretat jurídica: El ciutadà ha de conèixer les normes que se li apliquen; que les normes no siguen confuses per al que la societat asumeix o entén; es confia amb l'efectivitat del compliment de les normes.[6]
- El principi de jerarquia: Aquest principi assegura l'harmonia entre la pluralitat de normes d'un ordenament jurídic. La jerarquia és piramidal i la superioritat es basa en l'origen de la norma (òrgan productor) i en la força de la norma (una norma d'un determinat tipus deroga a altre tipus més dèbil sense que la norma més dèbil puga derogar la més forta).[7]
- El principi de competència: Les competències estan distribuïdes segons la Constitució. El principi no està exempt d'ambigüitats de quin òrgan té assiganada la competència. Si un òrgan invaeix la competència d'altre, la norma de l'invasor és invalidada.[8]
- El principi de prevalència: Per resoldre els conflictes per competències està aquest principi. Aquest principi no estableix la validesa d'una norma conflictiva, sinó l'aplicació en casos concrets. La Constitució estableix a l'art. 149.3 que en cas de conflicte entre l'Estat i una Comunitat Autònoma, prevaleix l'Estat.[9]
- El principi cronològic: La norma posterior deroga l'anterior i les normes vigents ho són per defecte per sempre.[10]
- El principi de publicitat de les normes: La norma aprovada cal que siga publicada. Al Codi Civil espanyol (art. 2) s'estableix que les lleis entraran en vigor als vint dies de la seua publicació si no s'estableix en aquestes res.[10]
- El principi de la responsabilitat dels poders públics: Car els poders públics estan obligats a actuar seguint les normes, també en són responsables. Per tant, es sanciona al responsable i s'indemnitza al perjudicat.[11]
- El principi d'irretroactivitat: Si no s'estableix el contrari, una norma no té caràcter retroactiu en els seus efectes. Una norma no podrà tindre efectes retroactius si és una disposició sancionadora no favorable o si restringeix els drets individuals.[12]
- El principi d'interdicció de l'arbitràrietat dels poders públics: Per a controlar l'exercici del poder, estableix una mesura que consisteix a retreure-li jurídicament tota actuació arbitrària.[13]

## Constitució del 1978
La Constitució, aprovada el 1978, és la norma superior en la jerarquia normativa de l'ordenament jurídic espanyol. Immediatament baix d'aquesta es troben les lleis i baix d'aquests els reglaments. En una de les parts de la Constitució deroga les Lleis Fonamentals del Règim de Franco.
La Constitució pot ser reformada per iniciativa legislativa popular, iniciativa del Govern, de les Corts Generals i de les Assemblees legislatives de les Comunitats Autonòmes. El procediment de reforma pot ser ordinari (requereix de la majoria mínima de 3/5 d'ambdues cambres estatals) o agravat (per a reformar part o tot del Títol Preliminar, del Capítol II, la Secció primera del Títol I o del Títol II).

## Legislació espanyola
Les lleis són normes immediatament subordinades a la Constitució. Les lleis regulen matèries que permet la Constitució i que, segons aquesta, han de ser debatudes i aprovades al Parlament.
Es classifiquen segons els distints criteris:
Segons la seua tramitació (i establides per la Constitució):
- Llei orgànica: Es caracteritzen per:
  - Requerir d'una majoria absoluta (176 vots) al Congrés dels Diputats per a la seua aprovació total,[17] sent aprovades pels plens de les dues cambres.
  - No poden provenir d'iniciativa legislativa popular.
  - La matèria regulable per una llei orgànica no pot ser regulada per altres normes com les lleis ordinàries o els decrets.
  - És possible que una llei orgànica no ho siga totalment, establint quins articles són de caràcter ordinari.[18]
- Llei ordinària, que és d'un dels dos subtipus:[18]
  - Llei de Ple: Per a la seua elaboració passa pel Ple, després per la Comissió i per la fase de Ponència per les dues cambres (Congrés i Senat).
  - Llei de Comissió: La seua elaboració la fa solament la Comissió Legislativa Permanent que li correspon sense passar pel Ple.

Segons la seua procedència:
- Llei parlamentària: que poden provenir de les Corts Generals o de les Assemblees legislatives autonòmiques.
- Decrets del govern, malgrat que no són considerats lleis.

Segons la matèria que regulen:
- Llei de Pressupostos Generals de l'Estat: És una llei ordinària que conté la previsió de despeses i ingressos de l'Estat espanyol. Elaborada pel Govern espanyol, necessita ser aprovada pel Parlament.
- Llei Marc
- Llei de transferència
- Llei de delegació
- Llei d'harmonització
- Estatut d'autonomia: Són la màxima norma de cada Comunitats Autònomes amb la qual aquesta naix.[20] Són lleis orgàniques.[21]

## Decrets
Les anomenades lleis del govern espanyol no són considerades estrictament com a lleis, però tenen força de llei. Emanen del poder executiu espanyol i estan establides per la Constitució.
Els decrets poden ser:
- Decrets llei: Emana del poder executiu i és sotmesa posteriorment a la convalidació per part del Congrés.[22] Requereixen solament de l'aprovació del Consell de Ministres.[23] Estan pensades per a aprovar ràpidament una norma que atenga una necessitat urgent. La Constitució limita les matèries que poden ser regulades mitjançant aquests decrets.[22]
- Decrets legislatius: Constitueix una "delegació del parlament al govern" perquè aquest cree una norma.[22] No poden ser delegades per part del Govern a altre òrgan. La delegació legislativa feta al govern pot implicar l'elaboració d'un text nou o de "refundir diversos textos legals en vigor", i en ambdós casos la delegació legislativa tenen un termini fixat que s'acaba al generar la norma o amb l'acabament del temps del termini.[24]

## Reglaments
El reglament és una norma jurídica subordinada a les lleis que emana de l'administració pública. Està establit per la Constitució en els arts. 97 i 106.1. Les normes que emanen els ens locals tenen el rang de reglament.
Es classifiquen segons criteris:
Segons la seua relació amb la llei:
- Reglament executiu: Desenvolupen o completen continguts de la llei que es basa. El reglament desenvolupa com aconseguir la pretensió de la llei. Requereixen d'informe obligatori no vinculant del Consell de l'Estat per assegurar que no s'aparta de la llei que es basa.
- Reglament independent: No estan vinculades a una llei.
- Reglament de necessitat: El crea l'administració pública davant una situació extraordinària. Destaca el cas que l'alcalde pot emanar un reglament de necessitat davant casos de catàstrofe o casos greus per a la gent.

Segons la matèria que regulen:
- Reglament administratiu o organitzatiu: Estructuren o regulen el funcionament d'un òrgan administratiu.
- Reglament jurídic: "Estableixen obligacions en relació amb el ciutadà".[28]

Segons l'origen:
- Reglament estatal: Es classifiquen en subtipus segons l'òrgan que el dicta:
  - Reial decret: Prové del Govern.
  - Decrets i Ordres: Acordats en Comissions Delegades del Govern.
  - Ordres ministerials: Dictats per Ministres.
- Reglament de Comunitats Autònomes: Es classifiquen amb subtipus de manera anàloga als reglaments estatals.
- Reglaments d'ens locals: Concretament la Llei de Bases del Règim Local (LRBRL) estableix en l'art. 4 que poden generar reglaments les Diputacions Provincials, els Consells Insulars, els Ajuntaments i els Cabildos.[28] Aquests reglaments són les Ordenances locals[29] i es classifiquen de la següent manera:
  - Ordenances: són les normes jurídiques de caràcter general amb les que dicten:[30]
    - Ordenances de Policia i Bon Govern
    - Ordenances d'Activitats reglamentàries
    - Ordenances de la Construcció
    - Ordenances fiscals:[30] estableixen tributs locals[31]
    - Ordenances de l'ús del patrimoni: provenen de la potestat d'autotutela.[30]

  - Reglaments: és el nom reservat per a ordenances locals que tracten determinades matèries i són:[30]
    - Reglament de Serveis
    - Reglament Orgànic
    - Reglament de Sessions
    - Reglament de Participació Veïnal i òrgans desconcentrats
    - Reglament de funcionaris
    - Reglament d'incompatibilitats i indemnitzacions als Concejals
    - Reglament d'Honors i distincions

  - Ban de l'Alcalde: El caràcter de reglament d'aquest és objecte de polèmica.[32]
  - Normes ad intra (normes de potestat domèstica o d'autotutela) i ad extra (afecten l'exercici de drets fonamentals de la Constitució i requereixen d'una llei que les habilite)[33]
- Reglaments d'altres ens públics[28]

## Tractats internacionals
Els tractats internacionals subscrits per Espanya afectan a l'ordenament jurídic.
Els tractats es caracteritzen per:
- Estar subordinats a la Constitució.
- Estar per damunt de les lleis de les Corts Generals i d'Assamblees legislatives autonòmiques.
- No poden ser modificats ni revocats unilateralment per part del poder executiu o legislatiu espanyols.
- La Constitució permet que "una organització i institució internacional exercisca competències derivades de la Constitució" si ha sigut aprovat mitjançant una llei orgànica.

Les normes de la Unió Europea afecten a l'ordenament jurídic espanyol.

## Altres fonts
- Les sentències del Tribunal Constitucional[36]
- Resolucions de les Corts Generals[37]